# Ernst Mayr
Ernst Mayr (født 5. juli 1904, død 3. februar 2005) var en tysk-amerikansk biolog og forkæmper for neodarwinismen, som er en revideret udgave af evolutionsteorien. Han var en af de største naturforskere i det 20. århundrede. Han havde ca. 20 doktortitler og er til dato den eneste bærer af den såkaldte trekantede biologikrone, idet han har vundet både Balzan-prisen, International Prize of Biology og Crafoord-prisen.

## Livsløb
Ernst Mayr blev født i Kempten im Allgäu, men voksede op i Sachsen. Allerede som barn interesserede han sig for fugle. I 1923 skrev han sin første afhandling om en andeart, han havde iagttaget i naturen. Samme år indledte han sine medicinstudier ved Greifswald Universitet, men han skiftede tidligt over til zoologi og fik arbejde på det zoologiske museum i Berlin. I 1926 fik han 21 år gammel kandidatgraden i zoologi på en afhandling om ornitologi.
Hans vejleder, Erwin Stresemann, sendte Mayr på ekspeditioner til Ny Guinea i 1928 og til Salomonøerne i 1930, hvor han indsamlede fugle til lord Walter Rothschild. De erfaringer han gjorde der, blev grundlaget for hans overvejelser over evolutionsteorien. I 1931 rejste han til USA for at arbejde med fuglesamlingen i American Museum of Natural History i New York, som er blandt de største naturvidenskabelige museer i verden. Han blev omtrent 20 år i New York, men i 1953 skiftede han til Harvard Universitetet i Massachusetts, hvor han var en vigtig årsag til, at evolutionsteorien blev bedre anset hos de amerikanske biologer. Efter sin pensionering i 1975 arbejdede han videre på Museum of Comparative Zoology ved Harvard.

## Betydning
Mayr blev berømt som den vigtigste fortaler for den "syntetiske evolutionsteori", der bragte Charles Darwins tanke om "naturlig udvælgelse" i overensstemmelse med opdagelserne inden for genetikken. Han skrev grundlæggende arbejder om systematik og særligt om begreberne art og artsdannelse. I 1942 kom hans mest betydende bog: Systematics and the Origin of Species med dyberegående, filosofiske afhandlinger om typologi og essentialisme. I 1998 og 2001 udkom hans sidste bøger: This is Biology og What Evolution is.

## Udvalgte værker
- Systematics and the Origin of Species (1942)
- Methods and Principles of Systematic Zoology (1953)
- Animal Species and Evolution (1963)
- The Growth of Biological Thought (1982)
- This is Biology: The Science of the Living World (1998) ISBN 3-8274-1015-0
- What Evolution is (2001) ISBN 3-570-12013-9

## Citater
- "Der er intet, som kan understøtte forestillingen om en personlig Gud. Jeg er ateist. Der har været store evolutionsbiologer, der troede på Gud. Men jeg har aldrig forstået, hvordan man kan have to fuldstændigt forskellige lag i hjernen, hvor det ene rummer videnskab og det andet religion."[hvorfra?]
- "Jeg tror ikke på noget overnaturligt, men jeg tror heller ikke, at vi kun er sat i verden for at more os. Vi er i verden for at gøre menneskeheden en smule bedre."[hvorfra?]